# サクライソウ属
サクライソウ属（学名：Petrosavia Becc.）は、サクライソウ科に属する属である。腐生植物であり、植物体は全体に淡黄色。細い茎に、鱗片状に退化した葉がつく。葉は互生。花は小さくて茎の先端に総状花序、あるいは散房花序をなす。花被片は6、外花被がより小さい。内花被の基部に腺がある。雄蘂は6。柱頭は3、心皮も3で、基部のみが合着する。
アジア東部と南東部に3種が自生する。

## 種
- Petrosavia sakuraii （Makino) J.J.Sm. ex Steenis - 和名はサクライソウ。日本（岐阜県、奄美大島）、中国（広西チワン族自治区、四川省）、台湾、ベトナム、ミャンマー、スマトラに自生。奄美大島の個体群を別種とする見解もある。[3]
- Petrosavia sinii (K.Krause) Gagnep. -中国（広西チワン族自治区）に自生
- Petrosavia stellaris Becc. - ボルネオ、スラウェシ、スマトラ、マレー半島に自生